# Francisco de Lacerda
Francisco Inácio da Silveira de Sousa Pereira de Lacerda Forjaz ( Ribeira Seca, 11 de mayo de 1869 - Lisboa, 18 de julio de 1934 ), más conocido como Francisco de Lacerda, fue un musicólogo, compositor y director de orquesta portugués .
Además de producir una valiosa obra musical como compositor, tuvo una notable carrera internacional, habiendo sido director de orquesta en Portugal, Suiza y Francia. Pese a que su principal actividad fuera la de director de orquesta, también fue conferencista y estudioso del folclore. Algunos de sus alumnos, con posterioridad, se hicieron famosos. Fue uno de los fundadores de la Filarmónica de Lisboa .

## Biografía

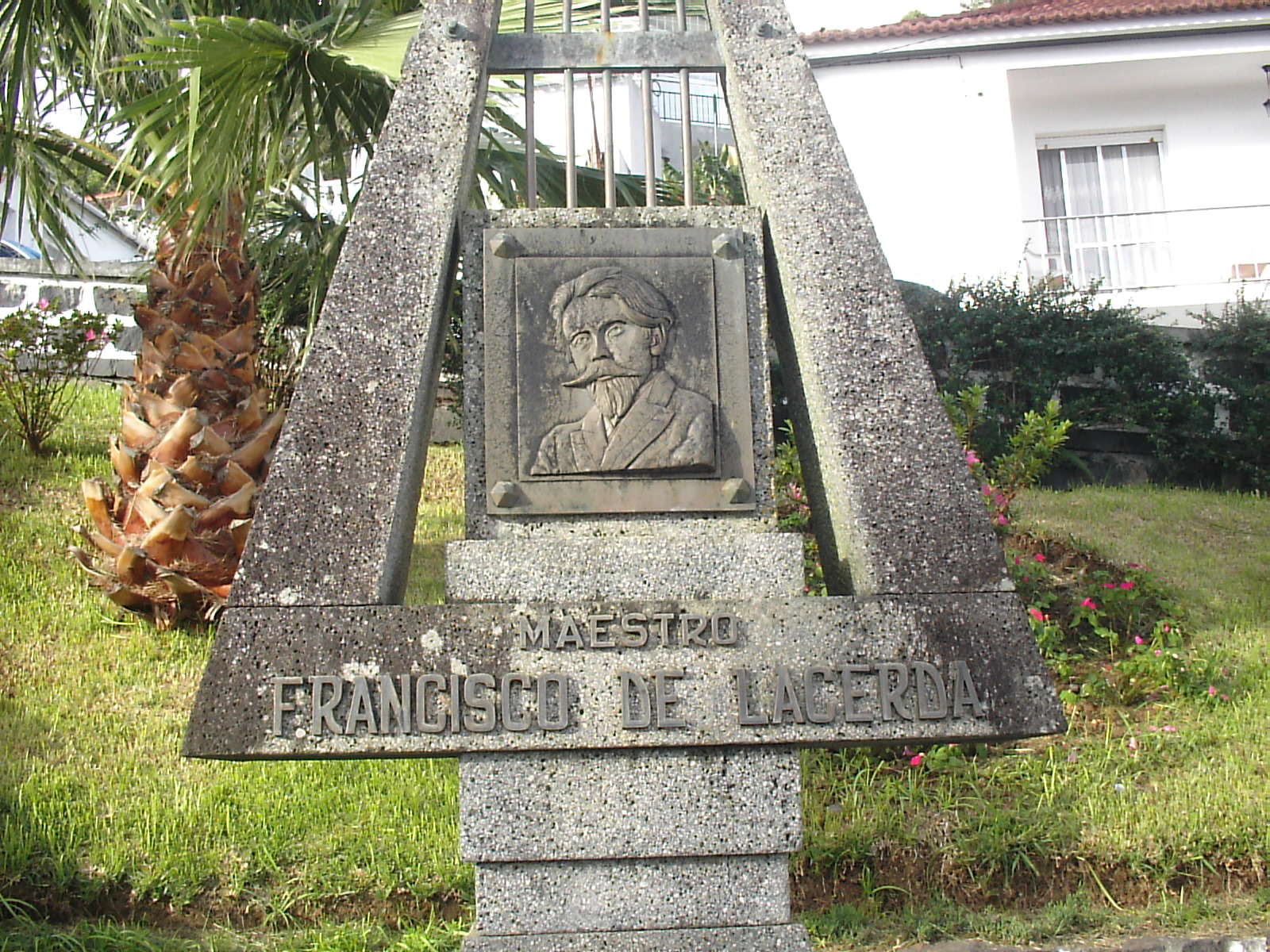
Jardín Francisco de Lacerda, Monumento a Francisco de Lacerda, Pueblo Calheta, Isla São Jorge, Azores.

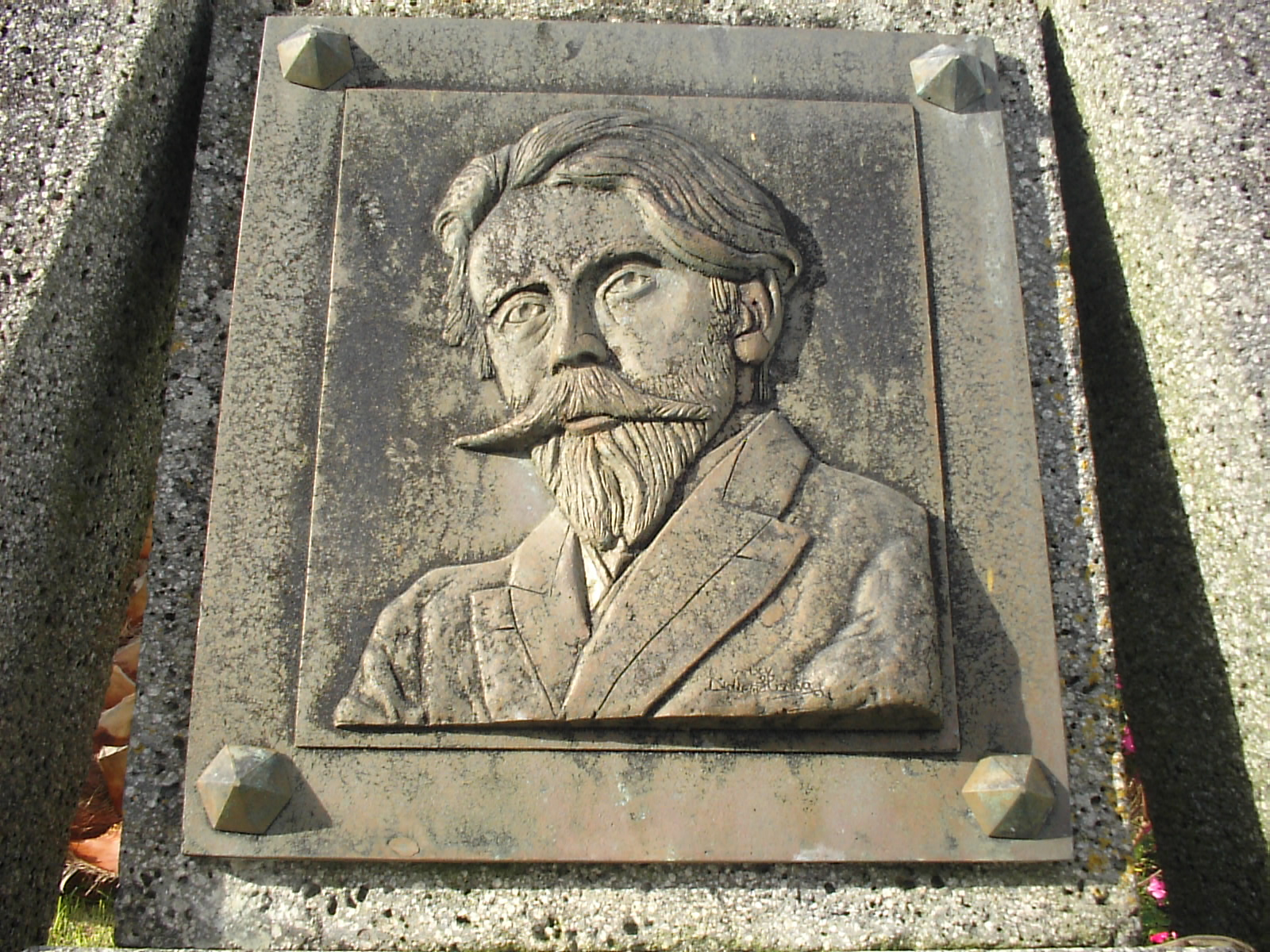
Monumento a Francisco de Lacerda, detalle. Jardín del mismo nombre en el pueblo de Calheta, isla de São Jorge, Azores.

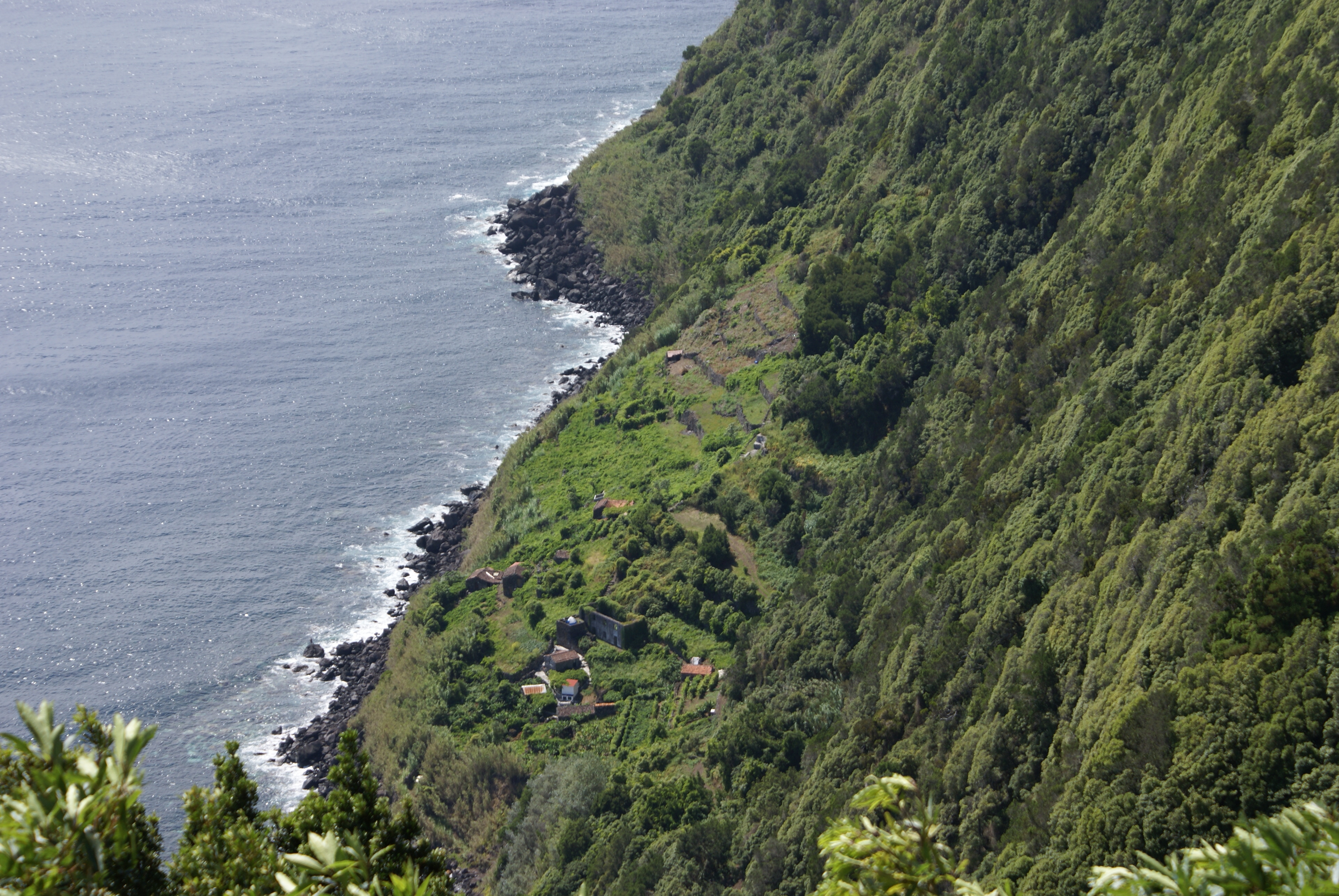
Fajana de la Fragueira, en primer plano y en ruinas, la casa que perteneció al Maestro Francisco de Lacerda, Ribeira Seca, Calheta.

Era hijo de João Caetano de Sousa y Lacerda, de quien, desde los 4 años, recibió sus primeras lecciones de música y piano. La familia de Lacerda era en ese momento una de las más antiguas e influyentes de la isla, descendiente de la antigua aristocracia de la población isleña. 
Fue hermano del médico, poeta y político José de Lacerda .
De adolescente llegó a Angra do Heroísmo, en la isla Terceira, donde estudió en el Instituto de Angra do Heroísmo. Después de completar sus estudios secundarios, se mudó a la ciudad de Oporto, donde se matriculó en la carrera de Medicina. Sin embargo, más interesado por la música, acabó abandonando los estudios de medicina para dedicarse exclusivamente a la música.
Por consejo de su maestro António María Soler, profesor de piano y compositor, se trasladó a Lisboa, donde se matriculó en el Conservatorio Nacional, y se convirtió en alumno de José António Vieira, Francisco de Freitas Gazul y Frederico Guimarães . Completó el curso en 1891 con una calificación alta, y al año siguiente fue contratado como profesor de piano en esa escuela.
Francisco de Lacerda consiguió en 1895 una beca del Estado portugués que le permitió ir a París al objetivo de perfeccionar sus conocimientos musicales. En esa ciudad fue alumno, entre otros, de Émile Pessard (armonía), Louis-Albert Bourgault-Ducoudray (historia de la música) y Charles-Marie Widor (contrapunto y órgano).
Estando en París, en 1897 ingresa en la Schola Cantorum, continuando su formación teórica y perfeccionamiento en el órgano con Felix Alexandre Guilmant y los estudios de composición con Vincent d'Indy, quien al descubrir en el discípulo las cualidades excepcionales de director, lo eligió como su relevo en la clase de orquesta. Durante este período fue fuertemente influenciado por la escuela francesa de César Franck, Vincent d'Indy, Gabriel Fauré, Maurice Ravel, Francis Poulenc y Paul Dukas, lo que se reflejó de manera decisiva en sus composiciones y estilo de dirección musical.
Después de pasar el año de 1899 en su isla natal, y aprovechando la oportunidad para hacer una recopilación de folclore isleño, regresó a París. Allí, bajo la influencia de Vincent d'Indy, quien había sido su maestro de órgano y composición y había descubierto su talento como director de orquesta, en 1900 hizo su primera aparición pública como director de orquesta. El éxito que alcanzó de inmediato le abrió la puerta a una exitosa carrera al frente de algunas de las mejores orquestas europeas en importantes conciertos, festivales y temporadas musicales.
Fue nombrado miembro del jurado de la Exposición Universal de 1900, celebrada en París y participó en la organización de la representación portuguesa de ese evento, colaborando con Ressano García, comisario real, y António Arroio, delegado del Ministerio de Fomento del gobierno portugués.
Mientras tanto, viajó por Europa y asistió al Festival de Bayreuth, y recibió lecciones de los directores Artúr Nikisch y Hans Richter .
En 1904 fue nombrado director de conciertos del Casino de La Baule ( La Baule, Loire Atlantique, Francia). De 1905 a 1908 dirige la Asociación de Conciertos Históricos de Nantes, que él mismo fundó y de 1908 a 1912 los conciertos en el Kursaal del balneario de Montreux. Aprovechó esas oportunidades para presentar obras de reconocidos compositores de la época, como Aleksandr Borodín, Modest Petróvich Músorgski, Gabriel Fauré, Ernest Chausson y Claude Debussy .
En la temporada 1912-1913 fue contratado para dirigir los Grandes Classico Concertos de Marseille. Este período, entre 1902 y 1913, marcó la cúspide de su carrera artística internacional.
Al año siguiente, motivos de salud y problemas familiares lo obligaron a regresar a las Azores, donde durante ocho años se instaló en la casa de sus padres, pasando largas temporadas en una pequeña casa de veraneo ubicada en la diminuta Fajã da Fragueira, en la costa sur de la isla. . Se le atribuye la frase O una Fragueira, o París.
Durante este período, continuó sus estudios de música folclórica, que había iniciado años antes, mientras se dedicaba a la composición.
De regreso a Lisboa, en 1921 fundó Pró-Arte, seguido de la Filarmónica de Lisboa, un proyecto que, aunque recibido con entusiasmo, se derrumbó rápidamente ante la resistencia al cambio en el medio artístico portugués. Entristecido por la incomprensión con la que fue recibido en Portugal, regresó a Francia, iniciando una carrera al frente de una orquesta que lo llevó a París, Marsella, Nantes, Toulouse y Angers .
En el período de 1925 a 1928, volvió a dirigir, con gran éxito, los Grandes Conciertos Clásicos de Marsella. Luego realizó audiciones completas de obras como la Pasión según San Juan y la Pasión según San Mateo, la Misa en si menor y el Magnificat de Johann Sebastian Bach, la Misa solemne de Ludwig van Beethoven, A German Requiem de Johannes Brahms, el Parsifal de Wilhelm Richard Wagner, La Vida Breve de Manuel de Falla y Matheu y La Demoiselle Élue de Claude Debussy .
En 1928, motivos de salud le obligaron a suspender su carrera e instalarse en Lisboa. Luego dirigió la representación musical portuguesa en la Exposición Iberoamericana de Sevilla (1929) y se dedicó a la investigación del folclore y al estudio de las antiguas obras musicales portuguesas. Continuó en esta actividad hasta su muerte en 1934, víctima de una larga lucha contra la tuberculosis pulmonar.
Aunque la principal actividad de Francisco Lacerda fue la de director de orquesta, fue conferencista, estudioso del folclore y director de orquesta. Su legado incluye las pinturas sinfónicas Almourol y Álcacer, música escénica para El intruso de Maurice Maeterlinck, música de ballet, piezas para órgano, piano, guitarra, tríos y cuartetos de cuerda . Sus Trovas para voz y piano, un conjunto de 36 piezas para canto y piano, algunas de las cuales están orquestadas, son obras notables que retratan una creación original que busca reflejar el lenguaje musical popular portugués y azoriano. Sus obras han integrado el repertorio de numerosos artistas.
Aunque su composición tiene un fuerte sello personal y original, Francisco de Lacerda fue un símbolo del nacionalismo musical europeo en la transición del siglo XIX al XX .
Además de sus obras musicales, publicó el Cancioneiro Musical Português, del que salieron 6 números con melodías acompañadas de piano. También fue un poeta de mérito, aunque publicó poco, dejando la mayor parte de su obra inédita.
Francisco de Lacerda es recordado en la toponimia del pueblo de Calheta y la ciudad de Lisboa . La Filarmónica de su parroquia natal, que ayudó a fundar con el costo de los instrumentos, lo recuerda en su nombre.
Una colaboración de su autoría se puede encontrar en la revista Contemporânea  (1915-1926) y también en la revista A Arte Musical  (1898-1915) y Homem Livres  (1923).

## Emisión Filatélica

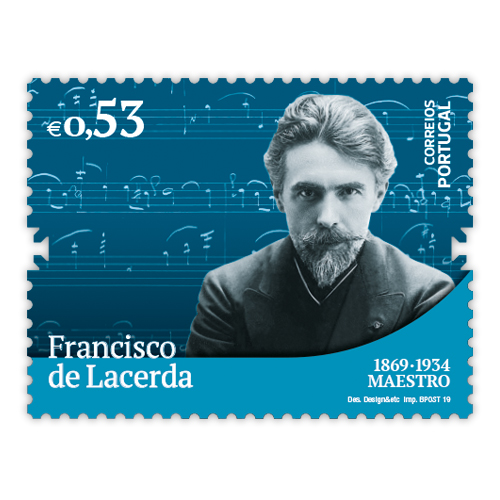

En febrero de 2019, CTT - Correios de Portugal lanzó el número filatélico Figuras de la historia y la cultura, en el que rinden homenaje a siete destacadas personalidades de la historia y la cultura portuguesa. Sophia de Mello Breyner Andresen, Fontes Pereira de Melo, Gago Coutinho, Francisco de Lacerda, Fernando Namora, Jorge de Sena y Joel Serrão fueron elegidos para ser inmortalizados en esta transmisión del CTT.
En mayo de 2019, el Museo Angra do Heroísmo acogió el lanzamiento de este sello de la República que conmemora el 150 aniversario del nacimiento del director de orquesta Francisco de Lacerda, impulsado por el CTT.
El acto comenzó con la conferencia 'Francisco de Lacerda (1869-1934) - aspectos biográficos', a cargo de Vítor Hugo Fernandes do Castelo, técnico superior del Museo Angra do Heroísmo, seguido del lanzamiento del sello, sobre especial y sello evocador de las efemérides, con la presencia del entonces presidente del CTT, Francisco de Lacerda, bisnieto del Maestro.
El evocador sello, que presenta una imagen de Francisco de Lacerda a partir de una fotografía perteneciente a la colección del Museo de Angra do Heroísmo, forma parte de la colección 'Vultos da História e da Cultura'.